# Malta na Letnich Igrzyskach Olimpijskich 1960
Maltę na Letnich Igrzyskach Olimpijskich 1960 reprezentowało dziesięciu zawodników (sami mężczyźni). Był to czwarty występ reprezentacji Malty na letnich igrzyskach.

## Kolarstwo
- John Bugeja
Wyścig indywidualny ze startu wspólnego – nie ukończył
Drużynowa jazda na czas – 29 miejsce

- Paul Camilleri
Wyścig indywidualny ze startu wspólnego – 41 miejsce
Drużynowa jazda na czas – 29 miejsce

- Joseph Polidano
Wyścig indywidualny ze startu wspólnego – nie ukończył
Drużynowa jazda na czas – 29 miejsce

## Pływanie
- Christopher Dowling
100 m stylem dowolnym mężczyzn – 8 miejsce w eliminacjach

- Alfred Grixti
100 m stylem dowolnym mężczyzn – 8 miejsce w eliminacjach

## Strzelectwo
- Joseph Grech
Trap – odpadł w eliminacjach

- Wenzu Vella
Trap – odpadł w eliminacjach

## Żeglarstwo
- Alfred Borda
- Klasa Finn – 34 miejsce

- John Ripard
- Klasa Star – 25 miejsce

- Paul Ripard
- Klasa Star – 25 miejsce